# 雷·布尔克
雷·布尔克（法語：Ray Bourque，1960年12月28日—），加拿大男子冰球运动员，场上位置是后卫。他曾代表加拿大国家队参加1998年冬季奥林匹克运动会冰球比赛，获得第四名。